# Loathly lady
La loathly lady (littéralement : « la dame répugnante ») est un personnage fréquemment mis en scène dans la littérature médiévale, dont l'exemple le plus connu est celui du conte de Geoffrey Chaucer, Le Conte de la Bourgeoise de Bath (The Wife of Bath's Tale), tiré des Contes de Canterbury. Ce thème d'une vieille femme hideuse, transformée en jeune beauté par un baiser d'amour, est récurrent dans la mythologie celtique irlandaise et dans la légende arthurienne, ainsi que, à un moindre degré, dans la mythologie nordique. La dame symbolisait souvent la souveraineté du pays. 

## Caractéristiques
La loathly lady est une femme hideuse qui exige qu'un homme l'embrasse ou l'épouse, alors même qu'elle présente cette apparence hideuse. L'action (baiser ou mariage) révèle alors que cet aspect répugnant était le résultat d'un envoutement, qui vient d'être ainsi rompu [source insuffisante]. 

## Apparitions du personnage

### Tradition irlandaise et légende arthurienne

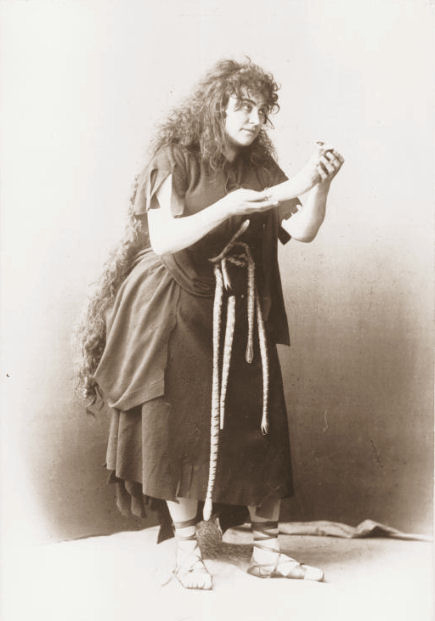
Amalie Materna, créatrice du rôle de Kundry, dans le Parsifal de Wagner.

On trouve la loathly lady dans Les Aventures des fils de Eochaid Mugmedón, dans lesquelles Niall Noigiallach (littéralement : « Niall aux neuf otages ») se révèle être le légitime « roi suprême d'Irlande » (Ard rí Érenn) en embrassant la dame ; ce même thème se trouve également dans les histoires portant sur les premiers rois suprêmes Lugaid Loígde (« Le Faon », surnom du prince Mac Niad, fils du roi Dáire) et Conn Cétchathach (« Conn aux cent batailles »). 
Cette origine irlandaise de la loathly lady est notamment développée dans les Aventures des fils du roi Dáire Doimthech, sans doute à l'origine de la femme hideuse de la légende arthurienne, qui proviendrait alors de la lointaine mythologie irlandaise en se confondant avec une antique déesse de la Souveraineté. La légende des fils du roi Dáire raconte qu'une prophétie avait promis le trône d'Irlande à l'un des fils du roi. Poursuivant un faon doré, ceux-ci cherchent, chacun à son tour, refuge pour la nuit dans une masure habitée par une vieille sorcière, qui propose de partager sa couche à chacun des princes. Chacun refuse, sauf le prince Mac Niad. Lorsqu'il monte avec la vieille sur le lit de bronze blanc, il a la surprise de trouver à sa place une ravissante jeune fille... grâce à laquelle il règnera sur Erin. 
Du fait de son rôle dans les quêtes, la loathly lady se trouve également dans la légende arthurienne, en général comme épouse de Gauvain (dans The Wedding of Sir Gawain and Dame Ragnelle, « Le Mariage de Sire Gauvain et de Dame Ragnelle ») ; on la trouve même dans la littérature consacrée au Saint Graal, y compris dans le Perceval ou le Conte du Graal de Chrétien de Troyes, dans le Parzival de Wolfram von Eschenbach, où elle a pour homologue Kundry (« Cundrie la Surziere »), et dans le conte gallois, Peredur, fils de Ewrag associé au Mabinogion.

### Tradition nordique

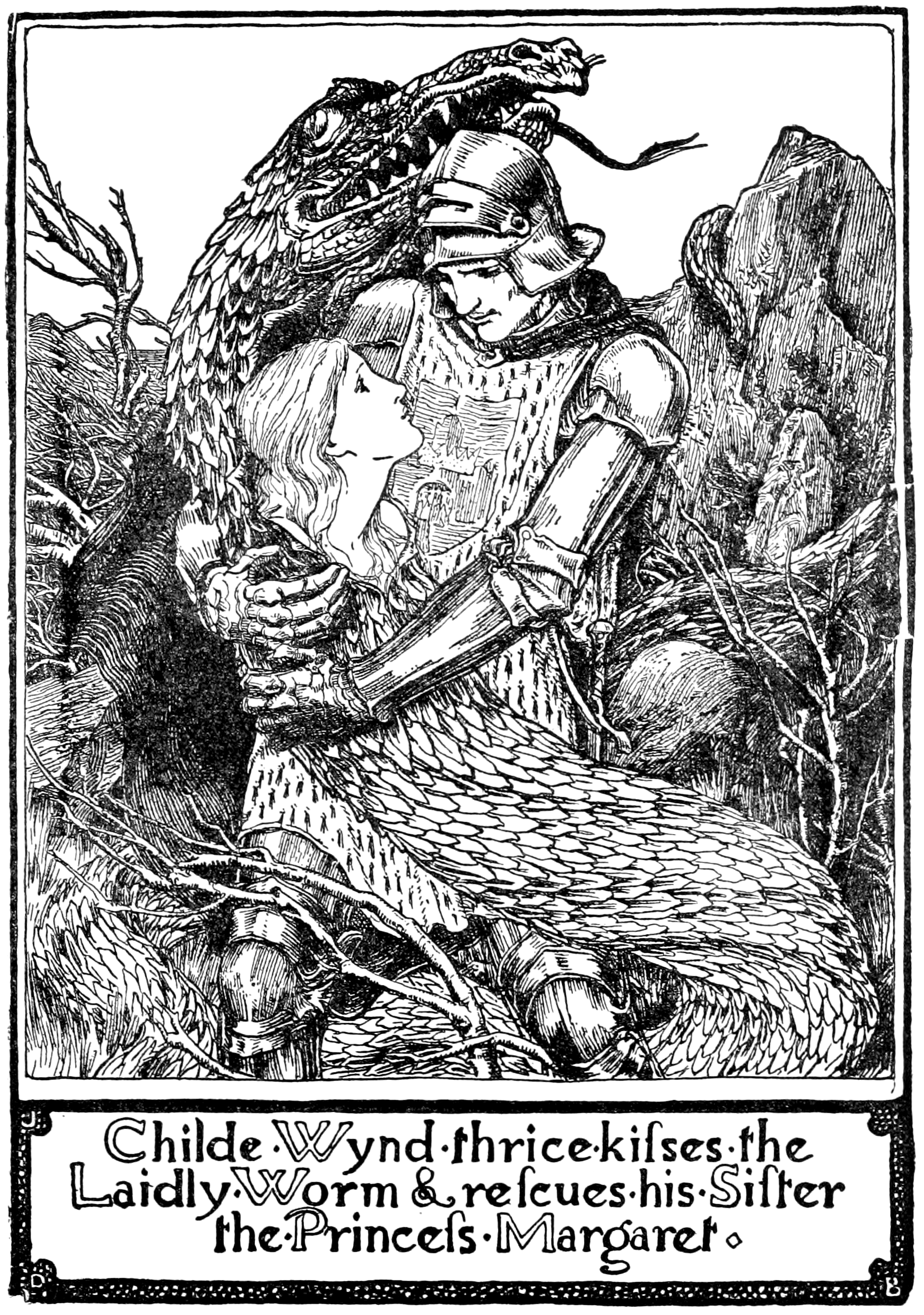
The Laidly Worm of Spindleston Heugh : le prince Wynd embrasse par trois fois la princesse Margaret, la libérant du sort qui l'avait changée en dragon.

La loathly lady apparaît également dans la saga en vieux norrois de Hrólfr Kraki, dans laquelle Helgi, le frère de Hróarr, reçoit, à la période de Noël (Yule), la visite d'un être horrible, alors qu'il se trouve dans son pavillon de chasse. Puis, la créature demande à Helgi de dormir dans son lit. Il accepte à contre-cœur, et, au moment d'entrer dans son lit, la chose se métamorphose en une femme elfe vêtue de soie, qui se trouve être la plus belle femme qu'il ait jamais contemplée. Après qu'il l'a violée, elle tombe enceinte d'une fille nommée Skuld (en). Helgi oublie la femme ; mais elle vient plus tard le trouver, portant Skuld dans ses bras. Cette dernière épousera plus tard  le meurtrier de Hrólfr Kraki. 
On  retrouve dans le conte de Northumbrie, The Laidly Worm of Spindleston Heugh (en), le thème de la jeune fille libérée par un baiser de l'envoutement qui l'avait transformée en hideuse créature. La saga Hjálmþés saga ok Ölvis (en) est également proche de ce conte.

### DansLes Contes de Canterbury

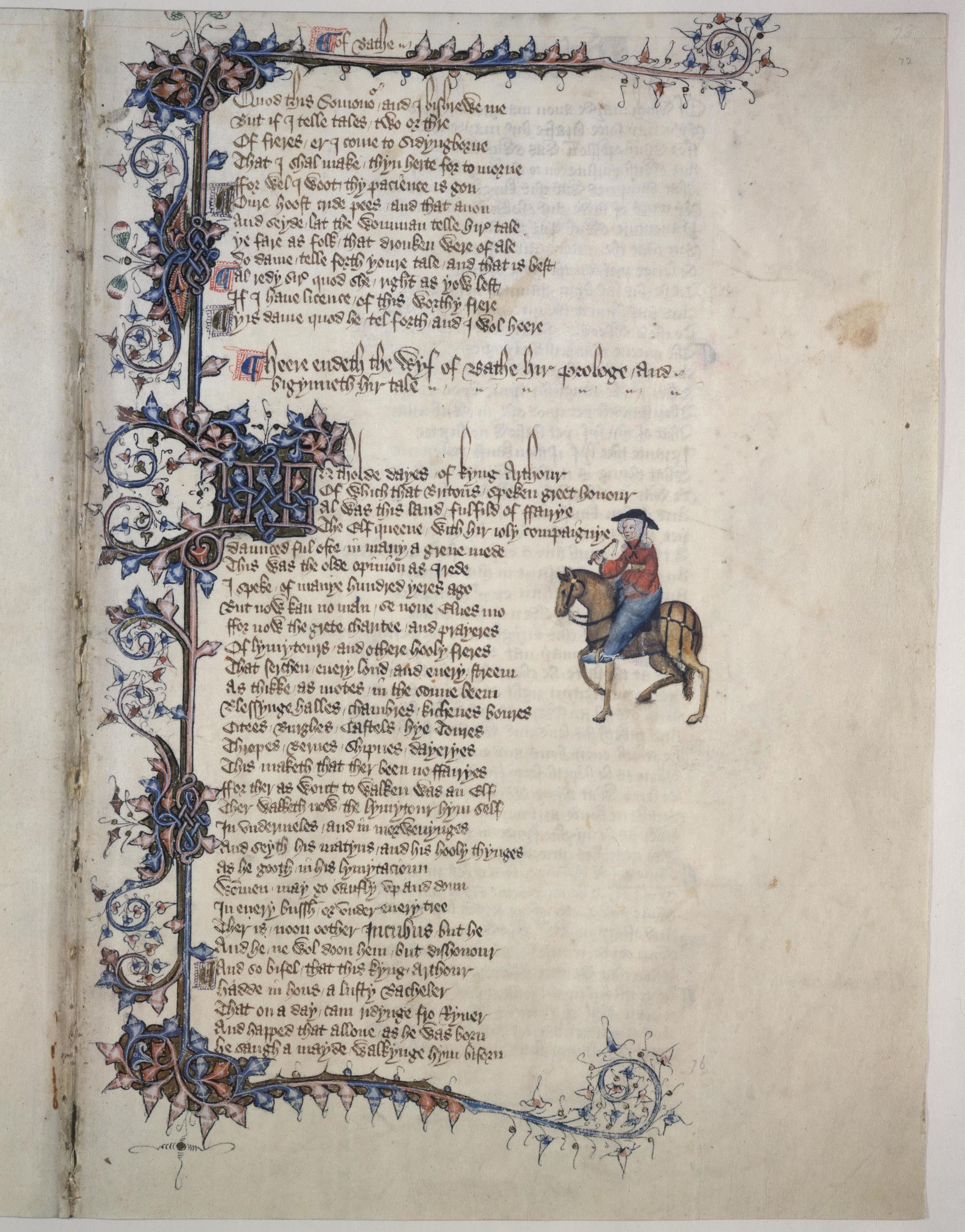
Manuscrit Ellesmere du Conte de la Bourgeoise de Bath.

La présence de la loathly lady dans Les Contes de Canterbury (The Canterbury Tales) de Geoffrey Chaucer a été particulièrement étudiée. Elle y figure dans Le Conte de la Bourgeoise de Bath (The Wife of Bath's Tale), où Dame Alice (la bourgeoise de Bath), maîtresse femme déjà mariée cinq fois depuis ses douze ans, raconte ainsi l'histoire de la loathly lady : un chevalier errant de la cour du roi Arthur, condamné à mort pour le viol d'une jeune fille, ne peut échapper au châtiment qu'à la condition d'accomplir la mission qu'exige de lui la reine : apprendre ce que veulent les femmes. C'est la loathly lady qui lui révèlera ce grand secret, à la condition qu'il l'épouse.
Le mariage une fois célébré, sa hideuse épouse demande au chevalier de faire un choix : que préfère-t-il, qu'elle soit une épouse laide mais fidèle, ou une épouse belle mais volage ? Le chevalier lui laisse le pouvoir de décider ; satisfaite de se voir ainsi reconnu la suprématie, elle devient belle et fidèle à la fois (bothe fair and good). « Et ainsi vécurent-ils jusqu'à la fin de leurs jours, / en parfaite joie ».  
Texte « féministe » par son évocation des privilèges des hommes, et de la lutte pour le pouvoir au sein du mariage, Le Conte de la Bourgeoise de Bath rappelle le lien traditionnel entre la loathly lady et la souveraineté, puisque l'ultime désir des femmes est, comme elle le révèle au chevalier, celui de régner sur les hommes.
Le conte se termine sur cette requête adressée au Ciel : « Que Jésus-Christ nous envoie / des maris humbles, jeunes et vigoureux au lit, [...] / et je prie aussi Jésus de raccourcir la vie / de ceux qui ne se laisseront point gouverner par leur femme. ».

## Personnages similaires
Un personnage transformé en être laid et repoussant par une malédiction est un thème récurrent dans les contes. Il est en général condamné à apparaître sous les traits d'un animal (par exemple la Bête dans La Belle et la Bête, Ourson dans Les Nouveaux Contes de fées de la comtesse de Ségur) ou à revêtir la forme d'un vilain vieillard ou d'une vieille femme laide, avant de retrouver sa nature véritable à travers tout un processus de délivrance, en général des épreuves à franchir ou des énigmes à résoudre. Le thème parallèle de la jeune beauté condamnée à être aimée d'un être monstrueux en apparence est fort ancien puisque déjà présent dans les Métamorphoses d'Apulée (dans le conte Éros et Psyché (en)).
Mozart utilise ce thème dans la Flûte enchantée : Papagena est transformée en horrible vieille pour éprouver Papageno, qui doit l'embrasser ; ce baiser magique a parfois été analysé, non comme l'acte qui rendait sa beauté à Papagena, mais comme le moment décisif où la perception de Papageno s'altère, sous l'emprise du vin ou du désir, et lui fait voir beauté au lieu de laideur. La littérature fantastique s'en est aussi emparé ; un exemple récent en est  Le Château de Hurle de Diana Wynne Jones, adapté au cinéma par Hayao Miyazaki en 2004 (Le Château ambulant).